# Winfield (Alabama)
Winfield – miasto w Stanach Zjednoczonych, w stanie Alabama, w hrabstwie Marion. W roku 2023 miasto zamieszkiwało 4869 osób, a gęstość zaludnienia wynosiła 115,7 osoby/km².